# Słowacja na Mistrzostwach Świata w Lekkoatletyce 2023
Słowacja na Mistrzostwach Świata w Lekkoatletyce 2023 – reprezentacja Słowacji podczas mistrzostw świata w Budapeszcie liczyła 9 zawodników, którzy nie zdobyli żadnego medalu.

## Skład reprezentacji

### Kobiety
| Zawodniczka             | Konkurencja                | Eliminacje | Eliminacje | Półfinał | Półfinał | Finał   | Finał   | Źródło |
| Zawodniczka             | Konkurencja                | Wynik      | Pozycja    | Wynik    | Pozycja  | Wynik   | Pozycja | Źródło |
| ----------------------- | -------------------------- | ---------- | ---------- | -------- | -------- | ------- | ------- | ------ |
| Gabriela Gajanová       | bieg na 800 m              | 2:00,39    | 23.        | NQ       | NQ       | NQ      | NQ      | [ 1 ]  |
| Viktória Forster        | bieg na 100 m przez płotki | 13,47      | 40.        | NQ       | NQ       | NQ      | NQ      | [ 2 ]  |
| Hana Burzalová          | chód na 35 km              | —          | —          | —        | —        | 3:02:47 | 28.     | [ 3 ]  |
| Ema Hačundová           | chód na 35 km              | —          | —          | —        | —        | 3:05:43 | 31.     | [ 3 ]  |
| Mária Katerinka Czaková | chód na 35 km              | —          | —          | —        | —        | 3:01:53 | 25.     | [ 3 ]  |

| Zawodniczka      | Konkurencja | Kwalifikacje | Kwalifikacje | Finał | Finał   | Źródło |
| Zawodniczka      | Konkurencja | Wynik        | Pozycja      | Wynik | Pozycja | Źródło |
| ---------------- | ----------- | ------------ | ------------ | ----- | ------- | ------ |
| Martina Hrašnová | rzut młotem | 66,28        | 34.          | NQ    | NQ      | [ 4 ]  |

### Mężczyźni
| Zawodnik      | Konkurencja   | Preeliminacje | Preeliminacje | Eliminacje | Eliminacje | Półfinał | Półfinał | Finał   | Finał   | Źródło |
| Zawodnik      | Konkurencja   | Wynik         | Pozycja       | Wynik      | Pozycja    | Wynik    | Pozycja  | Wynik   | Pozycja | Źródło |
| ------------- | ------------- | ------------- | ------------- | ---------- | ---------- | -------- | -------- | ------- | ------- | ------ |
| Ján Volko     | bieg na 100 m | BYE           | BYE           | 10,25      | 36.        | NQ       | NQ       | NQ      | NQ      | [ 5 ]  |
| Ján Volko     | bieg na 200 m | —             | —             | 20,69      | 32.        | NQ       | NQ       | NQ      | NQ      | [ 6 ]  |
| Dominik Černý | chód na 20 km | —             | —             | —          | —          | —        | —        | 1:23:42 | 34.     | [ 7 ]  |
| Dominik Černý | chód na 35 km | —             | —             | —          | —          | —        | —        | 2:32:56 | 19.     | [ 8 ]  |
| Michal Morvay | chód na 35 km | —             | —             | —          | —          | —        | —        | DSQ     | DSQ     | [ 8 ]  |